# Симеон Радев
Симеон Трайчев Радев е виден български писател, дипломат, историк, революционер и публицист от Македония. Автор е на „Строителите на съвременна България“ – едно от най-важните историографски изследвания в българската литература. Използва псевдоними като Бойчо, Симето, С.Р..

## Биография

### Произход, образование и детство
Симеон Радев е роден на 7 (19) януари 1879 година в град Ресен, тогава в Османската империя. Дядо му Раде е родом от село Съпотско, преселник в Ресен, забогатял от търговия с плодове и зеленчуци по време на Кримската война, а баща му е виден ресенски чорбаджия. Другият му дядо Коте Низам е служил в Цариград при княз Стефан Богориди. Брат му Владимир Радев е учител.
Симеон Радев учи първоначално в българските училища в Ресен, Охрид и Битоля. След това е изпратен със стипендия на Българската екзархия във Френския султански лицей „Галатасарай“ в Цариград. На 16-годишна възраст през 1895 г., на път за Цариград, в Бошнак хан в Солун заедно с Владимир Робев е заклет за член на ВМОРО лично от Гоце Делчев. В Цариград става член на местния комитет, начело с Димитър Ляпов, като в него, освен Радев, членуват Никола Милев, Владимир Робев и други. Като член на революционната организация той участва и в акциите на Цариградския комитет по връчването на Проекта за реформи в Македония и Одринско по време на посещението в Цариград на княз Фердинанд, д-р Константин Стоилов и ген. Рачо Петров през 1896 г.

### Младежки години
След като завършва лицея в Цариград, Радев заедно с Владимир Робев заминава да учи право в Женевския университет, където техен състудент е Венелин Ганев. В Женева в 1900 – 1901 година двамата редактират революционния вестник „Ефор“. Радев учи право и в Париж. По-късно Робев помага на Радев в издаването и на „Мувман Маседониан“ в Париж, на който Робев е секретар на редакцията под името Владимир Долин (Doline).
По времето, когато е в Швейцария Радев общува с българските анархисти, които по това време са активни участници в борбите за освобождението на Македония и Одринско. В Женева той живее заедно с Михаил Герджиков и поддържа тесни връзки с Георги Стаматов. Контактува и с анархиста Петър Манджуков, с когото обменят информация за дейността на анархистката „Женевска група“ и солунските атентатори. Подробностите по атентатите Симеон Радев уточнява на срещи в Женева с ръководителя на атентаторите Йордан Попйорданов – Орцето. Получените средства от ЦК на ВМОРО и от ВМОК, Орце се постарава да върне, декларирайки по този начин независимостта на българските анархисти и от двете организации. За тази цел преди атентатите Орце ще сключи застраховка „живот“ пред Американска застрахователна компания, която след неговата гибел е изплатена на Симеон Радев, който изпълнява обещаното да върне дълговете.
В това време той участва активно и в дейността на Върховния македоно-одрински комитет в София и сътрудничи на неговия орган – вестник „Реформи“, изпращайки статии от чужбина още докато е студент. Отдаден вече страстно на журналистика в най-широк обхват, от 1901 година става редовен сътрудник на вестник „Вечерна поща“ на Стоян Шангов, като кореспондент в чужбина, а в 1903 година постъпва на работа в редакцията.
Радев е привърженик на Борис Сарафов и в 1901 година успява да го убеди да не се оттегля от поста председател на Върховния комитет в полза на Иван Цончев, тъй като така организацията ще се овладее от двореца.
В 1904 година във Виена той установява контакт с ръководителите на Втория интернационал Георгий Плеханов и Виктор Адлер. Плеханов се ангажира на по-късна среща със Симеон Радев и Борис Сарафов да постави македонския въпрос на разискване пред конгресите на Интернационала. В 1905 година (по покана на Павел Генадиев) Симеон Радев заедно с Александър Балабанов става редактор в списанието „Художник“, което излиза от 1905 до 1909 година. След Хуриета от 1908 година Радев участва в създаването на Съюза на българските конституционни клубове. От неговите писма от Солун до д-р Никола Генадиев черпи информация сам княз Фердинанд и те изиграват определена роля и за неговото навлизане в дипломатическата кариера. От турска страна дори му е предложен министерски пост и място в Отоманския парламент по време на пребиваването му в Солун в 1908 година.
Радев се изявява като един от най-яростните идейни противници на Яне Сандански и съратниците му, което без малко да му струва живота. Саморазправата на Тодор Паница с него е предотвратена само след намесата на всесилния младотурски водач Енвер паша. Нападките на Симеон Радев срещу Сандански могат да се обяснят и с принадлежността му към привържениците на убития Борис Сарафов в движението.
Русофобите, съдружници във вестник „Вечерна поща“ Петър Михайлов и Ставре Наумов, подкрепени от Симеон Радев, по това време репортер на вестника и от Никола Генадиев, влизат в конфликт с яркия русофил Шангов. На 19 октомври 1908 година Шангов не е допуснат до редакцията на вестника от няколко въоръжени лица и е заменен като главен редактор от Радев. Радев е главен редактор до 1909 година, когато е заменен от Петър Н. Даскалов.
През март 1911 година Радев основава всекидневника „Воля“ и взема дейно участие в неговото списване. По това време обнародва и своята книга „Строителите на съвременна България“, която е едно от големите и оригинални историографски изследвания в България.

### Балкански войни, 1912 – 1913
Симеон Радев се записва като доброволец в Балканската война, като първо е зачислен в главната квартира в Стара Загора като преводач, а после се премества в Македоно-одринското опълчение, където в редовете на Трета солунска дружина взима участие в боевете в Източна Тракия и в първите боеве срещу сърбите при Осоговската планина в Междусъюзническата война през 1913 година. Награден е с орден „За храброст“ ІV степен.

### Дипломат
След началото на Междусъюзническата война Радев е извикан в София и прехвърлен в Букурещ, където взима участие в изработването на временното примирие и Конференцията за подписване на мира в Букурещ. След подписването на мирния договор той остава като пълномощен министър в Букурещ до 1916 година по личното настояване на румънския крал Карол I.
След влизането на Румъния в Първата световна война, в 1916 година Радев е преместен като пълномощен министър в Берн, Швейцария. Подава си оставката в 1917 година, напуска швейцарската столица и отива на фронта. В края на войната Симеон Радев, заедно с Андрей Ляпчев взима участие от българска страна в подписване на Солунското примирие. В 1918 година Симеон Радев обнародва на френски език книгата си „Македония и Българското възраждане“. Същата книга е преведена в 1927 година на български език и е публикувана като издание на Македонския научен институт в София. Под критичния поглед на Радев след Първата световна война Старозагорският митрополит Методий Кусев пише останалите без последствие изложения до американския президент Т. У. Уилсън. Радев е член-учредител на Македонския научен институт. По настояване на Тодор Александров Симеон Радев се съгласява да стане и масон.
След Първата световна война Радев е виден деец на македонската емиграция в България. Представител е на Ресенското братство на Учредителния събор на Съюза на македонските емигрантски организации, проведен в София от 22 до 25 ноември 1918 година.
Симеон Радев продължава дипломатическата си работа след войната като пълномощен министър в Хага (1920 – 1921) и Анкара (1923 – 1925). От 27 до 30 септември 1923 година заедно с Анри Цолингер и Александър Самарджиев е делегат на Международния масонски конгрес в Женева и е автор на връченото на Великия командор Исак Ревершон изложение за ситуацията в България и ролята на българското масонство в Деветоюнския преврат и последвалото управление.
В 1923 година се жени за известната българска художничка Бистра Винарова. На 18 октомври 1925 година Симеон Радев подписва Ангорския договор в Анкара. По късно е пълномощен министър във Вашингтон (1925 – 1933), Лондон (1935 – 1938) Хага (1936 - 1938, със седалище в Лондон) и Брюксел (1938 – 1940). След освобождението на Македония през пролетта на 1941 година Симеон Радев посещава родния си край. От 1940 до 1944 година е пълномощен министър на разположение в София.

### Семейство
С жена му, първата българска художничка експресионистка Бистра Винарова и дъщеря на ген. Върбан Винаров, имат един син – писателя и журналист Траян Радев.

### Последни години
След 9 септември 1944 година е уволнен и пенсиониран. Забранява му се да се занимава с политическа и обществена дейност. По-късно по предложение на Тодор Павлов за архива на БАН, той диктува мемоарната си сага от 10 тома. След 1950 година Радев успява да направи сина си свой секретар за отпуснатата щатна бройка от Академията на науките. Понеже бащата има проблеми със зрението, синът започва собственоръчно да обработва бащините си трудове. От тях са публикувани само няколко произведения – „Ранни спомени“ том 1, 2 и 3, „Това, което видях от Балканската война“ (1993), „Конференцията в Букурещ и Букурещкия мир от 1913 г.“ (1993) и „Българската студентска колония в Женева“ (1898 – 1899 г.) (1994), том 3 на „Строителите на съвременна България“ (2009), „Д-р Стоиловата външна политика и помирението с Русия“ (2012).
Освен публицист, историограф и дипломат Симеон Радев е и вещ ценител на изкуството и на художественото слово. Той се проявява като критик в най-ранна възраст и участва дейно в литературния и артистичен живот на България. Плод на тези занимания са редица блестящи статии в българския периодичен печат. Част от тях, писани в различно време, са поместени в книгата му „Погледи върху литературата и изкуството и лични спомени“, която излиза в 1965 година и е посрещната с изключителен интерес от българския читател.

Само няколко дни след като книгата „Ранни спомени“ е подписана за печат, Симеон Радев умира в София на 15 февруари 1967 година. Последните му думи са: 
| „ | Дадох ли нещо на България? | “ |

| |  |
| Рапорт от българския легат в Лондон Симеон Радев до министър-председателя и министър на външните работи и изповеданието Георги Кьосеиванов за отношението на британски политици към подготовката на конференцията в Монтрьо и конкретно към турските искания за режима на проливите. 5 юни 1936 г. |  |

## Памет
Улица в софийските квартали „Бъкстон“, „Гърдова глава“ и „Резиденция Бояна“ е кръстена на Симеон Радев (Карта), както и две средни училища в София и Перник. В 2010 година започва инициатива за откриване на дом-музей на големия български историк, публицист и дипломат. Името на Симеон Радев носи морският нос Симеон Радев на остров Ръгед, Южни Шетлъндски острови, Антарктика.
През април 2012 година става известно, че статуя на Симеон Радев е поставена в комплекса на Министерството на външните работи в Скопие, което предизвиква скандал. Първоначало от македонска страна е обяснено, че статуята е на Теодор Рузвелт. Впоследствие от МВнР на Република Македония признават, че статуята е на Радев, но съобщават, че са променили идеята си и статуята на българския дипломат ще бъде преместена в Музея на Македония в Скопие.
Личният архив на Симеон Радев се съхранява в Държавна агенция „Архиви“ до 2021, когато е дарен на Столична библиотека. На следващата година там е организирана музейна експозиция, включваща освен книги лични вещи от дома на Радеви.

## Произведения
- „Българската студентска колония в Женева (1898 – 1899)“
- „Строителите на съвременна България.“ Том 1.
- „Строителите на съвременна България.“ Том 2.
- „Това, което видях от Балканската война“
- „Конференцията в Букурещ и Букурещския мир от 1913 г.“
- „Македонският въпрос в разните му фази“, публикувано в сп. „Обществена обнова“, бр. 7, София, 1919 година
- „Българският въпрос в международната политика (дипломатически бележки)“, публикувано в сп. „Обществена обнова“, брой 8 и 9, София, 1919 година
- Radeff, Siméon. La Macédonie et la renaissance bulgare au XIX siècle. 1.   Sofia, Impremerie de la cour royale, 1918. (Македония и Българското възраждане през XIX век), 1918 излязла на френски, 1927 на български
- "Македония и Българското възраждане в XIX век (част I)", София, 1927 година
- "Македония и Българското възраждане в XIX век (част II)", София, 1927 година
- "Македония и българското възраждане в XIX век (част III)", София, 1928 година
- „Ранни спомени“
- „Погледи върху литературата, изкуството и лични спомени“ (1965)
- „Строителите на съвременна България.“ Том 3. (2009)
- „Лица и събития от моето време: спомени“, т. 1-7 (2012-2016), София, издателство „Захарий Стоянов“.

Разкази
- „Раздор“ 1895, (публикуван във вестник „Право“ под заглавие „Раздор“. Забележително е, че Алеко Константинов я прочел, питал кой е авторът и като му отговорили „един ученик от лицея“, казал „Помнете ми думите, от това момче ще стане писател.“[36])
- „Една вечер в Халки“, публикувано във в. „Новини“, брой 12/13, Цариград, 1896 година
- „Танас Колимачка“, публикувано във в. „Новини“, брой 19/20, Цариград, 1896 година
- „Слепият цигулар“